# Rădoiești
Rădoiești is een Roemeense gemeente in het district Teleorman.
Rădoiești telt 2338 inwoners.